# Trachymyrmex wheeleri
Trachymyrmex wheeleri är en myrart som först beskrevs av Weber 1937.  Trachymyrmex wheeleri ingår i släktet Trachymyrmex och familjen myror.

## Underarter
Arten delas in i följande underarter:
- T. w. pakeelai
- T. w. wheeleri